# 山城琉飛
山城 琉飛（やましろ るいと、2009年12月6日 - ）は、日本の子役。神奈川県出身。スターダストプロモーション制作3部所属。元子役の山城沙羅は、実妹。

## 人物
- 趣味は、三線を独学するほか、6歳からクラシックバレエもやっている。
- 特技は、水泳、小林一茶の俳句の暗唱、路線図の暗記、駅アナウンスのものまね、発車音のものまねなど。

## 出演

### テレビドラマ
- 砂の塔〜知りすぎた隣人（2016年、TBS）
- バイプレイヤーズ（2017年、テレビ東京）
- 記憶（2018年、フジテレビ）
- モンテ・クリスト伯 -華麗なる復讐-（2018年、フジテレビ） - 守尾信一朗（幼少期）役
- 連続テレビ小説 半分、青い。（2018年度上半期、NHK） - 萩尾翼 役
- 絶対零度〜未然犯罪潜入捜査〜 第7話（2018年8月20日、フジテレビ） - ハヤミユキオ 役
- ドロ刑 -警視庁捜査三課- 第1話（2018年10月13日、日本テレビ）
- 中学聖日記 第6話・第7話（2018年11月13日・20日、TBS） - 岩永悠斗 役
- ココア（2019年1月4日、フジテレビ、第30回フジテレビヤングシナリオ大賞受賞作品） - 鈴森龍 役
- トレース〜科捜研の男〜 第4話（2019年1月28日、フジテレビ） - 相楽一臣（幼少期）役
- ストロベリーナイト・サーガ 第2話・第3話（2019年4月18日・25日、フジテレビ） - 三島耕介（幼少期）役
- 4分間のマリーゴールド（2019年10月11日 - 12月13日、TBS） - 花巻みこと（幼少期）役
- シャーロック 第7話（2019年11月18日、フジテレビ） - 羽佐間虎夫 / 誉獅子雄（幼少期）役[2]
- 特命おばさん検事! 花村絢乃の事件ファイル6 （2019年12月20日、テレビ東京） - 畠山隼人 役
- アライブ がん専門医のカルテ 第8話（2020年2月27日、フジテレビ） - 井上和樹（幼少期）役
- 逆転弁護士・水木邦夫〜声なき叫び〜（2020年3月8日、TBS） - 高尾翔太（幼少期）役
- 浦安鉄筋家族（2020年4月11日 - 9月26日、テレビ東京） - 上田信彦 役
- 七人の秘書 第5話（2020年11月19日、テレビ朝日） - 佐藤柊吾 役
- 極主夫道 第9話（2020年12月6日、読売テレビ・日本テレビ）
- 天国と地獄〜サイコな2人〜（2021年1月17日 - 3月21日、TBS） - 日高陽斗（幼少期）役
- 相棒 season19 第16話（2021年2月17日、テレビ朝日） - 影山将 役
- きれいのくに 第4話（2021年5月3日、NHK総合）
- 二月の勝者-絶対合格の教室-（2021年10月16日 - 12月18日、日本テレビ） - 加藤匠 役[3]
- 信長のスマホ（2023年2月7日 - 17日、NHK総合）
- 飯を喰らひて華と告ぐ 第10話「???」（2024年9月10日、TOKYO MX） - 悟 役[4]

### 映画
- 犬猿（2018年2月10日） - 金山和成（幼少期）役
- 青の帰り道（2018年12月7日） - カズオ 役
- フォルトゥナの瞳（2019年2月15日） - 木山慎一郎（幼少期）役
- いちごの唄（2019年7月5日） - 伸二（幼少期）役
- 約束のネバーランド（2020年12月18日） - レイ（小学生時代）役

### 配信ドラマ
- 今際の国のアリス（2020年12月10日、Netflix） - チョータ（幼少期）役[5]
- 二月の勝者〜胸騒ぎの自習室〜（2021年11月20日、Hulu） - 加藤匠 役[6]
- 御手洗家、炎上する（2023年7月13日、Netflix） - 御手洗真二（少年期）役

### CM
- すき家
  - 「みいつけた!スケボーマスコット篇」
  - 「ぐでたまコラボキーホルダー篇」
  - 「スポンジ・ボブわいわい風船グッズ篇」
  - 「2018ファミリー篇」
  - 「すきすきセット クレヨンしんちゃん カンフーマスコット篇」
- 日本民間放送連盟 平成30年度地球温暖化問題啓発スポット放送「とことこ篇」
- エバラ食品工業「黄金の味 甘口豚焼き肉篇」
- 山崎製パン「おいしいパンにはチカラがある篇」
- 箱根彫刻の森美術館

### テレビ番組
- 痛快TV スカッとジャパン(フジテレビ)
- クイズやさしいね(フジテレビ)
- ベストアーティスト（2021年11月17日、日本テレビ） - NEWSの『未来へ』合唱（『二月の勝者-絶対合格の教室-』主要生徒キャストと共に）[7]

## その他
- 花王株式会社社内用VTR
- インフォマーシャル NISSAN×モンテ・クリスト伯